# Idiostrangalia fukienensis
Idiostrangalia fukienensis är en skalbaggsart som först beskrevs av Maurice Pic 1957.  Idiostrangalia fukienensis ingår i släktet Idiostrangalia och familjen långhorningar. Inga underarter finns listade i Catalogue of Life.